# Svante Ingelsson
Svante Ingelsson, född 14 juni 1998, är en svensk fotbollsspelare som spelar för Sheffield Wednesday.

## Karriär
Ingelsson inledde karriären i IFK Berga som fyraåring och fick spela i division 3 som 13-åring. Efter tio år i moderklubben tog han klivet till Kalmar FF.  I juni 2015 fanns han för första gången med i en allsvensk trupp, då han satt på bänken i mötet med Hammarby IF. Månaden efter skrev mittfältaren på ett seniorkontrakt med Kalmar FF.
Den 20 september 2015 gjorde Svante Ingelsson allsvensk debut i bortamötet med Åtvidabergs FF, detta då han gjorde ett inhopp i den 83:e minuten.
Den 1 juli 2017 värvades Ingelsson av italienska Udinese, där han skrev på ett fyraårskontrakt. I september 2018 förlängde Ingelsson sitt kontrakt fram till 2022. I augusti 2019 lånades han ut till Serie B-klubben Pescara. Den 23 januari 2020 återvände Ingelsson till Kalmar FF på ett låneavtal fram till sommaren 2020. Den 23 september 2020 lånades han ut till tyska SC Paderborn på ett låneavtal över säsongen 2020/2021.
Den 28 juni 2021 värvades Ingelsson av tyska Hansa Rostock, där han skrev på ett tvåårskontrakt. I juli 2023 förlängde Ingelsson sitt kontrakt i klubben med tre år. Den 28 juni 2024 värvades Ingelsson av engelska Championship-klubben Sheffield Wednesday.